# Ramløse Mølle
Ramløse Mølle er en vindmølle af typen hollandsk vindmølle med galleri, opført i 1909 som erstatning for en jordstående, hollandsk mølle, der var opført i 1882, men nedbrændte i 1908. Driften blev indstillet i 1937, men efter flere restaureringer er den i 2025 funktionsdygtig og i drift i forbindelse med forskellige arrangementer og udstillinger, hvor der males mel. Den er beliggende ved landevej 205 mellem Helsinge og Frederiksværk på Møllelodden 4 i Ramløse.
Undermøllen har en gulmalet grundmur, mens overmøllen er dækket med spån. Hatten er løgformet og ligesom kroppen spåndækket. Møllens vinger har klapper, vingefanget er ca. 20 meter, og den krøjer med vindrose. I tilknytning til møllen er der et gæstgiveri og et mindre museum. Møllen har siden 1979 været ejet af Helsinge Kommune og blev efter strukturreformen i 2007 overtaget af Gribskov Kommune. Den vedligeholdes af den lokale mølleforening og er i drift ca. seks gange årligt, bl.a. på Dansk Mølledag.

## Konstruktion og teknik
Ramløse Mølle er en hollandsk mølle med helmuret undermølle, hvor ’’broloftet’’ er placeret. Den ottekantede overmølle har fire lofter og er beklædt med spån. Hatten er løgformet. Vingerne er selvsvikkende, mens krøjeværket er styret af en vindrose.

### Opbygning i etager

#### Broloftet
Broloftet, har navn efter broen, som er den konstruktion, der bærer kværnene på loftet ovenover. De kraftige stolper kaldes brostolperne Omkring 1910 blev der på broloftet installeret en dampmaskine, der supplerede vindkraften, men den blev i 1920 erstattet med en diselmotor. En melsigte og meltudene, hvorfra det malede mel drysser ned i sækkene, findes ligeledes her. I 2025 er dette loft indrettet med plancher, der oplyser om møllens udseende og historie.

#### Kværnloftet
Kværnene, der maler kornet, er placeret på kværnloftet. Her er ligeledes en kornvalse. Selve hovedakslen, der løber tværs ned gennem møllen, ender på dette niveau i et leje. Fra kværnloftet er der en dør, som fører ud til galleriet, hvor møllen startes og bremses med kædetræk.

#### Lorrisloftet
Næste loft kaldes normalt, lorrisloftet, fordi det domineres af hejseværket, hvorfra det gennem lemme har været muligt at hejse sække op og ned efter behov. I Ramløse kalder man det kornloftet, muligvis fordi hejseværket ikke har været i brug i årevis, fordi melet ankommer i små tønder.

#### Stjernehjulsloftet
I løbet af 1700 -tallet udvikledes det såkaldte stjernehjul, en mekanisme, der fordeler kraften til kværnene. Forskellen i diameter på stjernhjulet og kværnenes mindre stokkedrev øgede kværnenes hastighed betragteligt i forhold til tidligere møllers egenskaber. I Ramløse Mølle har stjernehjulet sit eget loft.

#### Møllehatten
Mølleakslen, der bærer vingerne, er via et hathjul forbundet til et stort vandret kamhjul i toppen af møllen. Dette kamhjul kaldes ”krondrevet” og er normalt lavet af træ. Når møllen er i funktion, er hathjulet og krondrevet i indgreb, hvilket vil sige, at tænderne på hjulene er skubbet ind mellem hinanden. Rundt om hattehjulet sidder møllens bremse, persen.

## Møllens historie

### Fra 1882 til 1937
Den oprindelige vindmølle blev bygget i 1882 og tilhørte først Lars Jensen, som beboede Møllebjerggård, der ikke var blevet udflyttet ved landboreformerne. Gården har formentlig fået sit navn efter en ældre stubmølle på samme lokalitet, højt beliggende uden for landsbyen.
Den oprindelige mølle blev krøjet manuelt og vingerne var uden klapper. Møllen blev i 1894 solgt til Niels Pedersen, som udvidede den med et lille savværk. Efter branden den 3. august 1908 opførtes møllen i forbedret udgave med selvregulerende vinger, ”omgang”, vindrose og galleri. En dampmaskine supplerede vindkraften, men den blev i 1920 erstattet med en diselmotor. Niels Pedersens hustru Julie åbnede et brødudsalg ved møllen og fra 1912 supplerede familien sine indtægter ved at drive Ramløse telefoncentral fra deres private bolig.

### Fra 1937 til2025
Da mølledriften i Danmark generelt var i tilbagegang i 1930-erne, opgav familien Pedersen mølledriften i 1937, men fortsatte med savværket og installerede også maskiner, der fremstillede emballage. Møllens inventar blev solgt og efter Niels Pedersens død i 1942 afhændede familien ejendommen og møllen. Den var herefter ikke i brug i over 30 år. Møllen forfaldt og i 1972 mistede den en del af vingefanget.
Borgere i Ramløse tog initiativ til en restaurering af møllen, hvis udvendige profil var genskabt i 1974. I 1979 overtog Helsinge Kommune møllen og de øvrige bygninger på matriklen. Under stormen 24. november 1981 blæste hat og vinger af møllen, som dog med støtte fra Ramløse Mølleforening og borgernes frivillige arbejdskraft blev retableret, ligesom kommunen gennemførte nye restaureringsarbejder samt en ny spåndækning af kroppen. Der blev anskaffet inventar fra nedlagte møller, således at møllen siden midten af 1980-erne har været fuldt funktionsdygtig. I 2003 og allerede igen i 2020 knækkede den ene vingearm, men begge gange lykkedes det at finansiere nye vinger. I dag er der bebyggelse rundt om møllen, som derfor fremstår som integreret i den nordøstlige del af Ramløse. Mølleforeningen gennemfører 6 arrangementer årligt, hvor møllen arbejder, ligesom der er udstillinger og salg fra boder, blandt andet på Håndværkets dag. Håndværksmuseet udstiller værktøj, som har været benyttet af skomager, bødkere, kobbersmede m.fl.
- Ramløse Mølle i 2013, fotograferet fra sydvest
- Ramløse Mølle påsat sejl på håndværkets dag den 14. juli 2013
- Undermøllen og galleriet på Ramløse Mølle
- Værksted ved Ramløse Mølle, hvor der er et lille museum
- Et kig ud af hatten I Ramløse Mølle